# Hipkendahl
Hipkendahl ist ein Weiler in der bergischen Großstadt Wuppertal.

## Lage und Beschreibung
Der Weiler liegt im Osten des Wohnquartiers Hahnerberg im Stadtbezirk Cronenberg auf einer Höhe von 275 m ü. NHN oberhalb des Gelpetals. Westlich des ländlich geprägten Ortes, in dem neben kleineren Gewerbebetrieben auch Reitställe angesiedelt sind, verläuft die Landesstraße 418, die in dem Hahnerberger Tunnel die gleichnamige dicht bebaute Ortslage unterquert.
Ebenfalls westlich liegt die Hahnerberger Straße (Landesstraße 427). Diese Straße war im 19. Jahrhundert ein bedeutender Handelsweg zwischen dem Rhein und der damals selbständigen Stadt Elberfeld, der Provinzialstraße Elberfeld–Hitdorf.
Der Hipkendahler Bach, ein Nebenfluss der Gelpe, entspringt im Ort.

## Geschichte
Der Ort ist aus einer Hofschaft hervorgegangen, die bereits in der Elberfelder Kirchenrolle von 1551 erwähnt wurde. Weitere Namen sind Hupkendahl und Hypkendahl. Sie ist ebenfalls auf der Topographia Ducatus Montani des Erich Philipp Ploennies aus dem Jahre 1715 verzeichnet. Zu dieser Zeit bestand Hipkendahl aus zwei getrennten Wohnplätzen, die o.Dahl („Oberdahl“) und n.Dahl („Niederdahl“) genannt werden. 1815/16 werden 164 Einwohner gezählt. Auf der Topographischen Aufnahme der Rheinlande werden die Höfe 1824 Ob. Hipkenthal und Unt. Hipkenthal genannt. Der Hof Obere Hipkendahl lag nördlich der Landesstraße 418 und wurde um 1970 vor dem Bau der autobahnähnlichen Schnellstraße abgetragen.
1832 gehörte Hipkendahl zur Hahn und Hipkendahler Rotte des ländlichen Außenbezirks des Kirchspiels und der Stadt Elberfeld. Der laut der Statistik und Topographie des Regierungsbezirks Düsseldorf  als Weiler kategorisierte Ort wurde als Im Hipkendahl bezeichnet und besaß zu dieser Zeit neun Wohnhäuser und sieben landwirtschaftliche Gebäude. Zu dieser Zeit lebten 101 Einwohner im Ort, davon zwei katholischen und 99 evangelischen Glaubens. 1888 sind in dem Gemeindelexikon der Rheinprovinz elf Häuser mit 103 Einwohnern verzeichnet.
Der südliche Teil der Station Natur und Umwelt, eine umweltpädagogische Einrichtung der Stadt Wuppertal, nimmt heute einen großen Teil der Fläche von Ob. Hipkendahl ein. Heute wird nur noch der Wohnplatz Unt. Hipkendahl als Hipkendahl bezeichnet.